# Satanisme
 Denne artikel omhandler satanisme udenfor kristendommen. Opslagsordet har også en anden betydning, se Satanisme (kristendom).
Satanisme er en religion baseret på satanfiguren og danner grundlag for flere filosofiske og ideologiske overbevisninger. Ideen om djæveldyrkende selskaber menes at komme fra slutningen af 1300-tallet, men forestillingen om mennesker, som har indgået i pagte med djævelen eller tjent ham, direkte eller indirekte, findes i Bibelen og hos kirkefædrene.
Selv om den offentlige praksis af satanisme begyndte med grundlæggelsen af Church of Satan i 1966, findes der andre historiske tilfælde: en gruppe kaldet Ophite Cultus Satanas blev grundlagt i Ohio af Herbert Arthur Sloane i 1948.
Satanistgrupper, der er opstået efter 1960'erne, er vidt forskellige, men de to store tendenser er Teistisk satanisme og Ateistisk satanisme. Teistiske satanister ærer Satan som en overnaturlig guddom og ser ham ikke som almægtig, men snarere som en patriark. De ateistiske satanister betragter Satan som symbol på visse menneskelige træk.
Der er tegn på, at den satanistiske tro er blevet mere socialt tolereret. Satanisme er nu tilladt i Royal Navy i de britiske væbnede styrker trods modstand fra kristne,
og i 2005 drøftede USA's højesteret om beskyttelse af religiøse rettigheder for indsatte efter en retssag.
Moderne satanisme er primært et amerikansk fænomen. Ideerne spreder sig med globaliseringen og internettet. Internettet fremmer bevidstheden om andre satanister, og er også den vigtigste slagmark for definitionerne af satanisme i dag. Satanisme begyndte at nå Østeuropa i 1990'erne, i takt med faldet af Sovjetunionen, og er mest mærkbart i Polen og Litauen, overvejende romersk katolske lande. Det blev anslået, at der var 50.000 satanister i 1990.

## Etymologi
Ordet satan kommer fra hebræisk שָׂטָן, śâṭân, og betyder "modstander". Ordet blev oprindeligt brugt om den faldne engel fra Det gamle testamente. Endelsen -isme betegner en filosofisk, religiøs eller politisk bevægelse.

## Historie
Det er vanskeligt at afgøre, hvornår satanisme opstod, men ordet blev først brugt af kristne. Selv om nogle identificerer sig med satanisme, er det ikke sikkert, at de ville tælle som satanistiske ifølge kristendommen, på samme måde som en satanist, hverken ser sig selv som eller kalder sig satanist. Religionshistorikere og forskere har ikke fundet bevis for, at satanisme ville have eksisteret i organiserede former tidligere end 1900-tallet. Derimod er det kendt, at forskellige kristne kirker gennem historien har kaldt forskellige trossystemer, mennesker og religiøse handlinger for afgudsdyrkelse og i sidste ende satanisme. Eksistensen af de såkaldte sorte messer og hekses brug af stjålne eller skændede komponenter fra kristne ceremonier kan spores tilbage til 1400-tallet.
Hellfire Club omkring 1750 bestod ifølge populære fortolkninger af overklasseherrer, der samledes til - for den tid - blasfemiske orgier. Man ser ofte disse og lignende bevægelser som en protest mod den herskende religion snarere end en decideret satanisme. En række mennesker, overbevisninger, kulter og grupper er blevet beskyldt for satanisme, herunder Gilles de Rais, Hellfire Club, Helena Petrovna Blavatsky og andre, men de fleste har ikke været erklærede satanister eller haft en tro, der vil blive kaldt satanisme.
Man regner med, at moderne satanisme  som selvstændig religion begyndte, da Anton LaVey grundlagde Church of Satan i 1966 og senere skrev Satans bibel . Satanismen har siden hen udviklet sig i flere retninger og satanister, der var utilfredse med Church of Satan oprettede deres egne organisationer.

## Teistisk satanisme
Teistiske satanisme (også kendt som traditionel satanisme, spirituel satanisme eller djævletilbedelse) er den primære tro på, at Satan er en faktisk guddom eller kraft, som kan æres eller tilbedes. Andre kendetegn for teistisk satanisme omfatter en tro på magi, som udnyttes gennem ritualer, selvom det ikke er et afgørende kriterium, og teistiske satanister kan fokusere udelukkende på hengivenhed. I modsætning til LaVey-satanister, mener teistiske satanister, at Satan er et virkeligt væsen snarere end et symbol.

### Luciferianisme
Luciferianisme kan bedst forstås som et trossystem eller intellektuel tro, der ærer de væsentlige og iboende egenskaber, der er tilægges Lucifer. Luciferianisme bliver ofte identificeret som gren af satanismen på grund af identifikationen af Lucifer med Satan. Der hentes inspiration fra myter fra Egypten, Rom og Grækenland, gnosticisme og traditionel vestlig okkultisme.

### Palladisterne
Palladisterne er et påstået teistisk satanist samfund eller medlemmerne af dette samfund. Navnet Palladio kommer fra Pallas og henviser til den græsk-romerske gudinde for visdom og læring.

### Our Lady of Endor Coven
Our Lady of Endor Coven eller Ophite Cultus Satanas (oprindeligt stavet "Sathanas") var en satanisk kult grundlagt i 1948 af Herbert Arthur Sloane i Toledo, Ohio. Gruppen blev stærkt påvirket af gnosticisme og især af Hans Jonas, The Gnostic Religion (1944), og tilbad Satanas. Deres navn for Satan (Cultus Satanas er en latinsk version af kult af Satans). Satanas (eller Satan) blev defineret i gnostiske udtryk som slangen i Edens have, der afslørede viden om den sande Gud til Eva. At det kaldte sig "Ophite" er en henvisning til den gamle gnostiske sekt, Ophites, der siges at tilbede slangen.

## Ateistisk satanisme
Ateistisk satanisme ser på "Satan" som et symbol på kvaliteter ved mennesket eller naturen.

### LaVey-satanisme
LaVey-satanisme er en religiøs filosofi grundlagt i 1966 af Anton Szandor LaVey, kodificeret i Satans bibel og fører tilsyn med af Church of Satan. Dens kerneoverbevisninger og -filosofier er baseret på individualisme, epikuræisme, sekularisme, egoisme og selv-guddommeliggørelse, og udbreder et verdenssyn af naturalisme, socialdarwinisme, og jus talionis. Tilhængerne beskriver det som en ikke-åndelig religion af kødet, eller "... verdens første kødelige religion".
"LaVeyansk" blev hverken brugt af Anton LaVey eller af Church of Satan. Udtrykket forekommer heller ikke i dens litteratur. Grundlaget for religionens tro syntetiseres i de De Ni Sataniske Erklæringer,Ni Sataniske synder og De elleve sataniske jordiske regler. 

## Beskyldninger om satanisme
Historisk set er nogle beskrevet som tilbedere af Satan eller Djævelen, eller for at hellige sig arbejde for Satan. De fleste af disse grupper er i europæiske kulturer delvist forbundet med betydningen af Satan i kristendommen.

### Kristendommen
- Kirken anklagede Hedninge, der fejrer Pan, Odin, Perkunas eller andre hedenske guder, for at være tilbeder af Djævelen og hans håndlangere.[38]
- Mange gnostiske grupper er betragtet som sataniske med deres tro på Lucifer eller slangen, som en sand gud eller profet, der befriede Adam og Eva, mens gud i Det Gamle Testamente betragtes som en Demiurgen. Hegemonius anklagede Mani, grundlægger af Manikæisme, for at være Satanist, da Mani sagde, at Jehova er "djæveleguden der skabte verden"[39], og at "han, som talte med Moses, jøderne, og Præsterne ... er [Prince] af mørke, ... ikke gud af sandheden."[40]
- Hekseprocesser i det tidlige moderne Europa, især tanken om, at hekse samles på en heksesabbat for at tjene Djævelen.[38]
- Gilles de Rais (15. århundrede i Frankrig) var en adelsmand, der blev retsforfulgt og henrettet for mord på hundreder af børn i sataniske ritualer.[38]
- Johann Georg Faust. (16. århundrede, Tyskland)[38] Mange anvisninger på tysk og på latin og en djævlepagt blev tilskrevet ham. De blev samlet og udgivet i Tyskland i to bind af Das Kloster (1845-1849).
- Urbain Grandier (17. århundrede, Frankrig). Det er oprettet af den katolske kirke på latin: en pagt med Djævelen, som han angiveligt skrev, er bevaret.[38]
- Dem, der er involveret i giftmordaffæren, som Catherine Deshayes og Étienne Guibourg (17. århundrede i Frankrig). Dokumenter fra deres retssag er den vigtigste tidlige moderne kilde til Sort messe.[41][42]
- Marquis de Sade (18. århundrede i Frankrig) er af Iwan Bloch kaldt en fanatisk satanist.[43] Hans værker beskrev blasfemi mod den katolske kirke, som et orgie, der minder om en sort messe om pave Pius VI i Vatikanet (i Sades roman Juliette ).
- I 1865 offentliggjorde den antikatolske italienske digter Giosuè Carducci sit digt Inno a Satana ("Hymne til Satan"), der priste Satan som gud for fornuft og udtrykte religiøst had mod kristendommen.
- Mange tilhængere af den dekadente bevægelse som den polske forfatter Stanisław Przybyszewski, den belgiske kunstner Félicien Rops og den franske digter Charles Baudelaire (i Les Litanies de Satan i 1857) enten kaldte sig satanister, eller skabte åbenlyst satanistiske værker.[44]
- Nogle franske bevægelser er beskrevet som satanister af franske forfattere af slutningen af det 19. til begyndelsen af det 20. århundrede. Den mest kendte beskrivelse er Là-bas af Joris-Karl Huysmans fra 1891. Men der var mange andre kendte personligheder i Frankrig, der var forbundet med de kredse Huysmans beskriver.herieblandt Joseph-Antoine Boullan, Stanislas de Guaita, Henri Antoine Jules-Bois og Joséphin Péladan, som enten skrev om satanisme i Frankrig, eller blev beskyldt for selv at være satanister.[45][46]
- Frimureri blev beskrevet som satanister og fuldstændig miskrediteret Taxil hoax.[47]
- Mindst to sataniske (eller "luciferiske") sekter fandtes i Frankrig i 1930'erne. En blev ledet af Maria de Naglowska og havde ritualer til Satan og Lucifer.[48] En anden ledet af en tidligere katolsk præst fejrede en inversion af den latinske messe (en "luciferiske messe"), som omfattede udtrykket "In nomine Domini Dei nostri Satanae Luciferi Excelsi" (et udtryk, der igen dukkede op 30 år senere i Anton LaVeys Satans bibel).[49]

### Islam
- Yazidier, en mindretalsreligion i Mellemøsten, som tilbeder Melek Tawus, bliver ofte omtalt som satantilbedere af nogle muslimer.[50] På grund af dette er de blevet mål for tvangskonvertering og udslettelse af den islamiske stat i Irak og Levanten.[51]

## Organisationer

### The Church of Satan
Valborgsaften (30. april) 1966 grundlagde Anton LaVey den "The Satanic Church" (som han senere omdøbte til "Church of Satan"). Church of Satan er en organisation dedikeret til accept af det kødelige selv, som formuleret i Satans bibel (1969 af Anton Szandor LaVey).

### First Satanic Church
Efter LaVeys død i 1997 blev Church of Satan overtaget af en ny administration og hovedkvarteret blev flyttet til New York. LaVeys datter, ypperstepræstinde Karla LaVey, følte, at det ikke gavnede hendes fars arv. The First Satanic Church blev genstiftet den 31. oktober 1999 af Karla LaVey for at videreføre arven efter sin far. Hun leder den fra San Francisco i Californien.

### Temple of Set
The Temple of Set er et initiatorisk okkultsamfund, som hævder at være verdens førende Left Hand Path (stien af venstre hånd) religiøse organisation. Det blev oprettet i 1975 af Michael A. Aquino og præster fra Church of Satan, der forlod på grund af administrative og filosofiske uenigheder. ToS bevidst selv-differentierer sig fra CoS på flere måder, mest markant i teologi og sociologi. Filosofien for Temple of Set kan opsummeres som "oplyst individualisme" - forstærkning og forbedring af sig selv ved personlig uddannelse, eksperimenter og initiering. Denne proces er nødvendigvis forskellig og karakteristisk for den enkelte. Medlemmerne er ikke enige om, hvorvidt Set er "rigtige" eller ej, og de forventes heller ikke at være det.

### Order of Nine Angles
Forfatterne Per Faxneld og Jesper Petersen skriver, at Order of Nine Angles (ONA, O9A) "udgør en farlig og ekstrem form for satanisme". Order of Nine Angles tiltrak først offentlig opmærksomhed i 1980'erne og 1990'erne efter at være nævnt i bøger som beskriver fascistisk satanisme. Den blev dannet i Storbritannien og er i øjeblikket organiseret omkring hemmelige celler (som kaldes traditional nexions) og omkring det, sinister tribes

### The Satanic Temple
The Satanic Temple bruger en litterær Satan som et mytologisk grundlag for en ikke-overnaturlig religion,, som den mener kan bruges til at konstruere en kulturel fortælling, der med fordel kan kontekstualisere livserfaringer og fremme pragmatisk skepsis, rationel gensidighed, personlig autonomi og nysgerrighed.
The Satanic Temple mangler en doktrin af elitisme og Socialdarwinisme, som definerer Church of Satan til fordel for andre egenskaber ved den litterære Satan, der står i kontrast ved sit ønske om at deltage aktivt i offentlige anliggender og nå ud til den bredere offentlighed. Dette har manifesteret sig i flere offentlige politiske tiltag og bestræbelser på lobbyvirksomhed, med fokus på adskillelsen af kirke og stat og ved at bruge satire mod religiøse organisationer, som de mener forstyrrer frihed og stræben efter lykke.
De eneste krav for at være medlem, er at støtte de principper og overbevisninger i organisationen og at nævne sig selv som medlem.
Gruppen har holdt "tilbedelsestjenester" med dansemusik, "pornoværelser", falliske billeder, S&M adfærd og nøgenhed.  Den mener også, at homoseksuelle ægteskaber er et sakramente og understreger derfor, at et forbud mod denne praksis krænker satanisters religionsfrihed.

## Satanisme i de nordiske lande
Der anslås i dag, af lektor Jesper Aagaard Petersen fra NTNU, til at være omkring 1.000 satanister i hvert af de skandinaviske lande.

### Svenska Satanistkyrkan / The Satanic Order
Svenska Satanistkyrkan blev grundlagt i 1998 af Tommy Eriksson, Johannes Sonesson og pseudonymet Reverend Wolf. Organisationen var tidligere kendt som The Satanic Order havde på sin hjemmeside belial.org (nu lukket ned) med en mindre webbshop, information til udenforstående og medlemmer. Svenska Satanistkyrka var en organisation, der udgik fra LaVey Satanisme, men fandt også ideer fra andre magi- og trossystemer.

## Satanisme i kultur

### Satanisme i litteratur
Positive billeder af satanfiguren har længe eksisteret i litteraturen. En tendens i den litterære satanisme kan ses i renæssancen - og romantisk litteratur og senere i neo-romantik og fransk dekadence. For forfatterne var det dog mere kritik af kristne standarder end udtalt satanisme.
I John Miltons Paradise Lost fra 1667 portrætters Satan som en heroisk figur, som sætter sig op mod Guds autoritet. Goethes Faust fra 1808 skildrer en videnskabsmand, der sælger sin sjæl til djævlen for at få viden, magt og frihed - en litterærgenre, der senere blev faustian/faustisk. Andre navne er Byron, Shelley, Charles Baudelaire, Paul Verlaine, Arthur Rimbaud, Maurice Rollinat og Joris-Karl Huysmans, hvis roman Là-bas (da. Fra dybet) beskriver de sorte messer og sort magi i slutningen af 1800-tallet.

### Satanisme i film
En moderne filmisk gestaltning får Satan gennem Al Pacino i Taylor Hackfords film Djævelens advokat (1997). Han spiller den hensynsløse stjerneadvokat i New York John Milton. Han får en ung kollega fra syden (Keanu Reeves) til at arbejde hos sig. Milton tager den unge advokat med op på taget af kontorets skyskraber og viser ham verden med ordene: "- Alt dette kan blive dit, hvis du underskriver kontrakten" (En reference til Matt 4:9 Jesu fristelse i ørkenen: "Alt dette vil jeg give dig, hvis du vil kaste dig ned og tilbede mig.").

### Satankulten på Anholt
Omkring 17. maj 1973 fandt man på øen Anholt blandt andet om sorte stearinlys, messingklokker, knoglerester og andre diabolske ting, der var placeret ude i Anholts ørken og arrangeret i et slags okkultisk satanisk ritual. En del mystiske breve blev sendt, underskrevet med Ypperstepræstinde i Satankulten på Anholt, Alice Mendragua. Præster blev inviteret til ligvendingsfester på Anhold af ypperstepræstinden, mens andre blev inviteret til orgie på Anholt , og omkring 300 mønter med sataniske tegn, blev fundet rundt om i Danmark. Det har senere vist sig, at der aldrig har været en reel satankult på Anholt; det hele var én stor happening, der strakte sig over mange år, foretaget af museumsmanden Knud Langkow.
I 2013 kom der en dokumentarfilm om Satankulten på Anholt instrueret af Jonas Bech, Kristian Ussing.

### Akademiske værker
Et af de mest populære studier af satanisme fra bibelsk tid frem til vores dage er blevet skrevet af Jeffrey Burton Russell i fire bind, "The Devil" (1977), "Satan" (1981), "Lucifer" (1984) og "Mephistopheles. The Devil in the modern world" (1986). Den svenske Mörkrets Apostlar: satanism i äldre tid af Per Faxneld, som er en religionhistorisk analyse af enkeltpersoner og grupper angiveligt involveret med satanisme / djæveltilbedelse.

### Satanisme i musik
Heavy metal er ofte blevet sat i forbindelse med satanisme, delvist på grund af flere bands og deres hyppige brug af billedmateriale som normalt hænger sammen med tro på venstrehåndsvejen (såsom det omvendte pentagram). Som resultat er medlemmer af flere bands, heriblandt Slayer og Black Sabbath, blevet beskyldt for at være satanister. Oftest forsvarer disse musikere sig med at de ikke tror på satanisk ideologi og snarere er ateister eller, i færre tilfælde, følgende religioner fra højrehåndsvejen, mens de bruger hvad folk finder "satanisk" for dets underholdnings- og chokværdi.
Mens nogle debatterer deres autenticitet har andre direkte erklæret deres sataniske tro. Glen Benton, sanger og bassist for dødsmetalbandet Deicide påstod engang åbent at praktisere teistisk satanisme, og har ved flere lejligheder offentligt udtalt sig kritisk om kristendommen. Norske black metal-musikere fra bands såsom Gorgoroth og Mayhem, har også forsvaret moderne satanisk ideologi. Flere kirkebrande som dækkede dele af Norge i starten af 1990'erne, samt mediernes massive dækning af begivenhederne, bidrog også til en stigning i antallet af unge involveret i black metal-bevægelsen, som påstod at de troede på teistisk satanisme og havde stærkt "anti-LaVey'isk" attitude. Om sådanne handlinger er reele sataniske gerninger eller blot rebelske handlinger for at få opmærksomhed og medieomtale er noget som der er blevet stillet spørgsmålstegn ved, selv af nogle af bevægelsens centrale black metal-musikere.

## Yderligere læsning
- Michelet, Jules (1862). Satanism and Witchcraft: The Classic Study of Medieval Superstition. ISBN 978-0-8065-0059-1. Betragtes det første moderne arbejde for at diskutere satanisme.
- Cavendish, Richard (1967). The Black Arts: An Absorbing Account of Witchcraft, Demonology, Astrology, and Other Mystical Practices Throughout the Ages. ISBN 978-0-399-50035-0. Resumé af historie om heksekunst, satanisme, og djæveltilbedelse i den sidste del af bogen.
- Passantino, Bob og Gretchen: satanisme : Grand Rapids: Zondervan: 1995.
- Zacharias, Gerhard (1980). The Satanic Cult. ISBN 978-0-04-133008-3. Translated from the 1964 German edition by Christine Trollope.
- Chornyisyn, Mykhailo (2009). Hail Satan. ISBN 978-0-557-06489-2.
- Wlodek, Nikodem (2004). Satans Raw.
- Medway, Gareth (2001). Lure of the Sinister: The Unnatural History of Satanism. ISBN 978-0-8147-5645-4.
- Noctulius, Emperor (2007). The Path to Satan. ISBN 978-1-4348-2055-6.
- Massimo Introvigne, I satanisti. Storia, riti e miti del satanismo, Sugarco, 2010

## Kritik af satanisme
Satanister er meget forskellige, men deler ifølge kritikere som Dialogcentret nogle fællestræk:
1. Fascination af individets ego, egoets vilje og egoets behov kombineret med en vis aggressivitet;
2. Fascination af den mere dystre del af Europas kultur fra okkulte traditioner over vampyr- og varulveberetninger og beretninger over virkelige og indbildte Satankulter osv., Marquis de Sade og lignende;
3. Aversion mod kristendommen, kristne og kristne symboler og udtryk.

Disse fællestræk er en modsigelse til den kristne kultur. Desuden har de sataniske grupper det fællestræk, at de tager Satan til sig som positivt symbol og/eller en positiv magt. I Det Nye Testamente står Satan for præcis det modsatte af Jesus Kristus: Hvor Jesus er ekstremt positivt ladet i den kristne religion – repræsentant for Livet, Sandheden, det skabende, betydning, kærlighed, tro, bekæmper af sygdom og lidelse og menneskehedens frelser, er modmagten Satan ekstremt negativt – ladet – som repræsentant for Døden, Løgnen, det tilintetgørende, betydningstømhthed, had, mistro, forårsager af sygdom og lidelse og modvirker af menneskehedens frelse. Satan er, lang tid før satanistiske grupper begyndte at opstå, et ondskabens, sygdommens, overgrebets, smertens og hadets symbol for den kristne. Det pikererer derfor kristne, at grupper bevidst tager dette symbol som en identitet og et kald.
Endelig er der en del kristne, der simpelthen opfatter satanister som allierede med onde metafysiske kræfter af dæmonisk tilsnit som Mørkets Fyrste. I disse kristnes øjne opfattes satanister som ondskabens forlængede arm.
Ikke mindst den sidste gruppe kristne stod i 1980'ernes USA bag en omfattende konspirationsteori – The Satanic Ritual Abuse - som hævdede, at millioner af hemmelige satanister i et meget stort omfang stod bag voldsomme og bizarre forbrydelser fra USA's narko- og pornoindustri til bortførelser af unge blonde kvinder og tortur og voldtægt af dem under dystre ritualer, mens resultatet af voldtægterne – små børn – siden blev ofret til Satan. The Satanic Ritual Abuse er af bl.a. FBI-agenten Kenneth Langin affærdiget som det pureste opspind. Ikke desto mindre har denne konspirationsteori stadig sine tilhængere i USA, og danske satanisme-kritikere som Dialogcentrets formand Johannes Aagaard var i deres kritik præget af konspirationsteorien. Det har været medvirkende til at miskreditere kristen satanisme-kritik.[kilde mangler]